# 米哈伊利夫卡 (泰蒂伊夫市鎮)
49°22′17″N 29°33′10″E / 49.37139°N 29.55278°E
米哈伊利夫卡（烏克蘭語：Михайлівка）是位於烏克蘭北部的村莊，由基辅州白采爾克瓦區的泰蒂伊夫市鎮負責管轄。該村始建於1701年，面積1.58平方公里，海拔高度239米，2001年人口325，人口密度每平方公里205.8人。